# Антоняк Божена Юріївна
Антоня́к Боже́на Ю́ріївна (нар. 22 травня 1971, Львів) — українська перекладачка, лінгвістка, видавець
Перекладає з польської, білоруської та верхньолужицької мов. Мешкає у Львові.

## Життєпис
За освітою — філолог-славіст, закінчила Львівський університет за спеціальністю «сербохорватська мова та література Югославії» (1994).
Навчалася в аспірантурі Київського державного університету ім. Т. Г. Шевченка (1995—1998).
Викладала польську мову в "Європейському університеті" (2000-2005) та Національному університеті «Львівська політехніка» (2005-2011).
З 2011 р. головний редактор видавництва «Урбіно».

### Переклади з польської
- Марек Краєвський «Кінець світу в Бреслау» (Київ: Факт, 2007)
- Марек Краєвський «Смерть у Бреслау» (Київ: Нора-друк, 2009)
- Марек Краєвський «Голова Мінотавра» (Львів: ЛА Піраміда, 2009); Львів: Урбіно, 2012)
- Марек Краєвський «Еринії» (Львів: Урбіно, 2010)
- Марек Краєвський «Привиди в місті Бреслау» (Львів: Урбіно, 2010)
- Марек Краєвський «Числа Харона» (Львів: Урбіно, 2011)
- Зигмунт Мілошевський «Зміїні гори» (Львів: Видавництво Старого Лева, 2010)
- Зигмунт Мілошевський «Терапія злочину» (Львів: Урбіно, 2012)
- Зигмунт Мілошевський «Зерно правди» (Львів: Урбіно, 2013)
- Зигмунт Мілошевський «Гнів» (Львів: Урбіно, 2015)
- Йоанна Фабіцька «Шалене танго: істеричний роман» (Львів: Урбіно, 2010)
- Барбара Космовська «Буба» (Львів: Урбіно, 2010)
- Барбара Космовська «Буба: мертвий сезон» (Львів: Урбіно, 2011)
- Барбара Космовська «Позолочена рибка» (Львів: Урбіно, 2012)
- Ольга Токарчук «Веди свій плуг понад кістками мертвих» (Львів: Урбіно, 2011)
- Малгожата-Кароліна Пєкарська «Клас пані Чайки» (Харків: Школа, 2012)
- Іґор Ґуревич «Борек і Боги слов'ян» (Тернопіль: Мандрівець, 2012)
- Тадеуш Конвіцький «Хроніка любовних подій» (Львів: Урбіно, 2012)
- Тадеуш Конвіцький «Маленький Апокаліпсис» (Львів: Урбіно, 2015)
- Йоанна Яґелло «Кава з кардамоном» (Львів: Урбіно, 2013)
- Йоанна Яґелло «Шоколад із чилі» (Львів: Урбіно, 2013)
- Малгожата Гутовська-Адамчик «Дівчата з 13-ї вулиці» (Львів: Урбіно, 2014)
- Тадеуш Доленга-Мостович «Знахар» (Львів: Урбіно, 2014)
- Тадеуш Доленга-Мостович «Професор Вільчур» (Львів: Урбіно, 2015)
- Марцін Щигельський «Ковчег часу» (Львів: Урбіно, 2016)
- Ґжеґож Касдепке «Касперіада. Незвичайні пригоди звичайної родини» (Харків: Школа, 2016)
- Ґжеґож Касдепке «Міфи для дітей» (Львів: Урбіно, 2016)
- Йоанна Яґелло «Тирамісу з полуницями» (Львів: Урбіно, 2017)
- Катажина Ририх «Про Стівена Гокінга, Чорну Діру та Мишей-під-Підлогою» (Львів: Урбіно, 2016)
- Яцек Денель «Ляля» (Львів: Урбіно, 2016)
- Анджей Малешка «Магічне дерево. Червоний стілець» (Львів: Урбіно, 2017)
- Богдан Лебль «Пекло ввійшло до раю» (Львів: Урбіно, 2017)
- Ніколя Кухарська, Йоанна Вайс «Розкажу тобі, мамо, що роблять коти» (Львів: Урбіно, 2017)
- Марцін Щигельський «За синіми дверима» (Львів: Урбіно, 2017)
- Пшемислав Вехтерович, Емілія Дзюбак «Бути як Тигр» (Львів: Урбіно, 2017)
- Йоанна Яґелло «Щоденник Черепушки» (Львів: Урбіно, 2018)
- Емілія Дзюбак «Розкажу тобі, мамо, що роблять динозаври» (Львів: Урбіно, 2018)
- Марцін Щигельський «Театр невидимих дітей» (Львів: Урбіно, 2018)
- Юстина Беднарек «Неймовірні пригоди десятьох шкарпеток (чотирьох правих і шістьох лівих)» (Львів: Урбіно, 2018)
- Йоанна Яґелло «Молоко з медом» (Львів: Урбіно, 2019)
- Зофія Фаб'яновська-Міцик «Банзай. Японія для допитливих» (Львів: Урбіно, 2019)
- Ізабелла Калюта. Ман Чжу «Китай для допитливих» (Львів: Урбіно, 2019)
- Катажина Ририх «Лопушане Поле» (Львів: Урбіно, 2019)
- Юстина Беднарек «Дуся і Поросятко Гав. Перший день у садочку» (Львів: Урбіно, 2020)
- Йоанна Яґелло «Як дві краплі води» (Львів: Урбіно, 2020)

### Переклади з білоруської
- Наталка Бабіна «Рибгород» (Львів: Урбіно, 2013)

### Переклади з верхньолужицької
- Юрій Брезан «Великі пригоди маленького котика» (Львів: Видавництво Старого Лева, 2005)
- Юрій Брезан «Пригоди котика Мікоша» (Львів: Видавництво Старого Лева, 2011)
- Єва Марія Чорнакец «Мишка в хмарах» (Львів: ЛА Піраміда, 2005)
- Юрій Брезан "З щоденника маленької такси " («Кур'єр Кривбасу», № 199, 2006)
- Єва Марія Чорнакец «Зачарована сорока» (Львів: ЛА Піраміда, 2006)
- «Ян, що не знав страху. Казки лужицьких сербів» (Тернопіль: Навчальна книга «Богдан», 2009)

## Інтерв'ю
- Божена Антоняк: «Перекладач має бути добрим стилістом» («Львівська газета», 28 грудня 2005)
- «Оптимістичний творчий тандем» [Архівовано 8 серпня 2010 у Wayback Machine.] («День», 23 липня 2010)
- Анатолій Івченко + Божена Антоняк: видавництво «Урбіно», польська сучасна література, якісна поліграфія [Архівовано 15 жовтня 2019 у Wayback Machine.] («Читомо», 28 листопада 2010)
- Божена Антоняк та Анатолій Івченко: «Пропонуємо видавцям створити спільний „львівський“ стенд — та їхати з ним у Харків!» [Архівовано 30 вересня 2011 у Wayback Machine.] («Високий Замок», 12 жовтня 2011)
- Божена Антоняк: «Це роман про чисте, сильне, гріховне кохання, яким воно буває тільки вперше» («Новий погляд», 22 червня 2012)
- Божена Антоняк: «Кожна книжка — це завжди ризик» (журнал «Кана», 03/2018)